# Saint-Germain-le-Gaillard (Manche)
Pour les articles homonymes, voir Saint-Germain et Saint-Germain-le-Gaillard.
Saint-Germain-le-Gaillard est une commune française, située dans le département de la Manche en région Normandie, peuplée de 795 habitants.

## Géographie

### Localisation
Les communes limitrophes sont Grosville, Pierreville, Les Pieux, Le Rozel, Courville-sur-Eure et Bricquebec-en-Cotentin.

### Géologie et relief
Les ignimbrites sont rapportées au Briovérien supérieur.

### Hydrographie
La commune est située dans le bassin Seine-Normandie. Elle est drainée par la Scye, le But, le cours d'eau 01 de la Laverie, le cours d'eau 01 de Brénoville, le cours d'eau 01 des Ermitages, le cours d'eau 02 de la Théranne et la Theranne,,.
La Scye, d'une longueur de 27 km, prend sa source dans la commune de Pierreville et se jette dans la Douve en limite de Néhou et de Bricquebec-en-Cotentin, après avoir traversé huit communes.

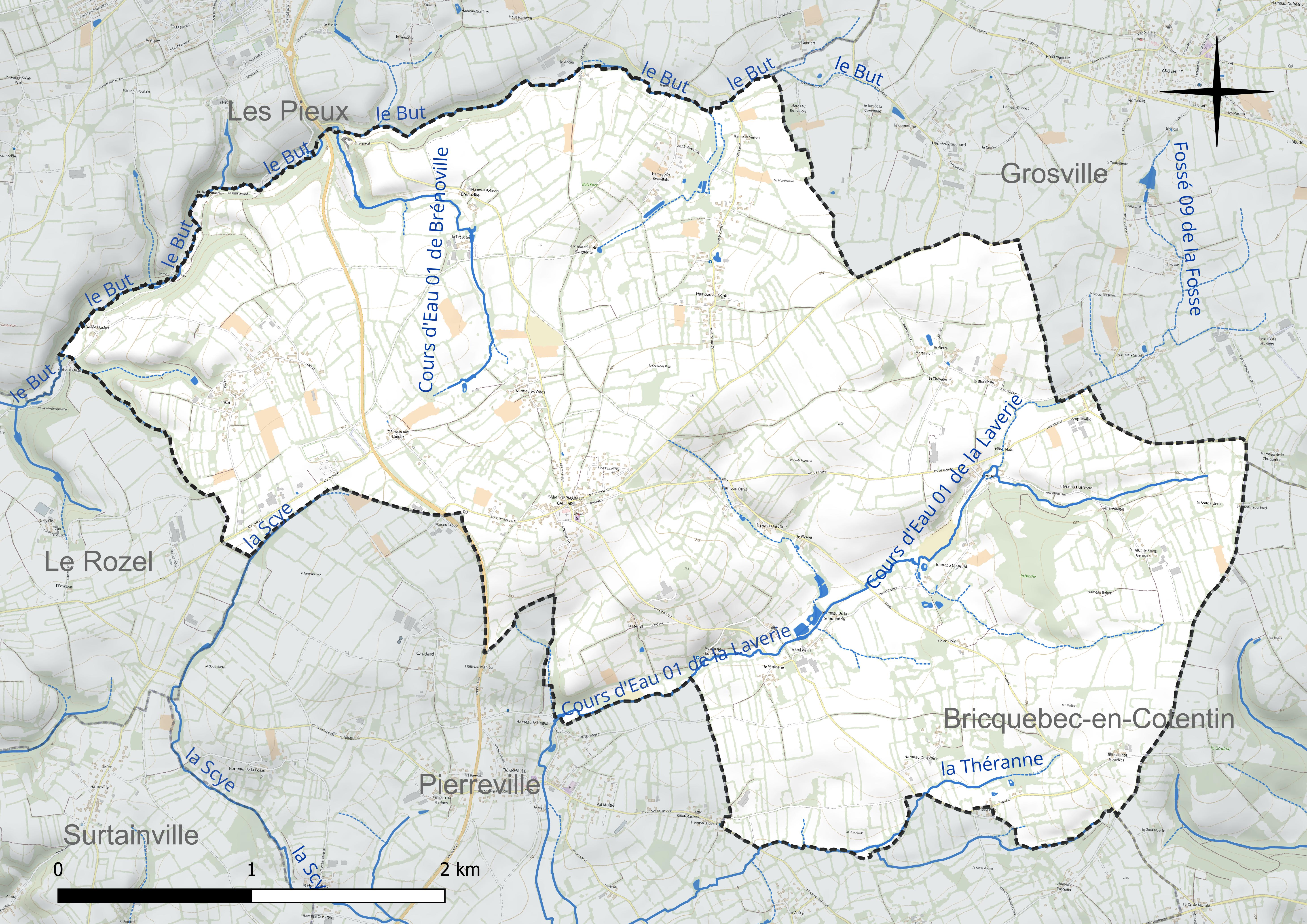
Réseau hydrographique de Saint-Germain-le-Gaillard.

### Climat
Pour des articles plus généraux, voir Climat de la Normandie et Climat de la Manche.
En 2010, le climat de la commune est de type climat océanique franc, selon une étude du CNRS s'appuyant sur une série de données couvrant la période 1971-2000. En 2020, Météo-France publie une typologie des climats de la France métropolitaine dans laquelle la commune est exposée à un climat océanique et est dans la région climatique Normandie (Cotentin, Orne), caractérisée par une pluviométrie relativement élevée (850 mm/a) et un été frais (15,5 °C) et venté. Parallèlement le GIEC normand, un groupe régional d’experts sur le climat, différencie quant à lui, dans une étude de 2020, trois grands types de climats pour la région Normandie, nuancés à une échelle plus fine par les facteurs géographiques locaux. La commune est, selon ce zonage, exposée à un « climat maritime », correspondant au Cotentin et à l'ouest du département de la Manche, frais, humide et pluvieux, où les contrastes pluviométrique et thermique sont parfois très prononcés en quelques kilomètres quand le relief est marqué.
Pour la période 1971-2000, la température annuelle moyenne est de 10,9 °C, avec une amplitude thermique annuelle de 10,7 °C. Le cumul annuel moyen de précipitations est de 1 022 mm, avec 14,4 jours de précipitations en janvier et 8,2 jours en juillet. Pour la période 1991-2020, la température moyenne annuelle observée sur la station météorologique la plus proche, située sur la commune de La Hague à 20 km à vol d'oiseau, est de 13,1 °C et le cumul annuel moyen de précipitations est de 480,0 mm. Pour l'avenir, les paramètres climatiques de la commune estimés pour 2050 selon différents scénarios d’émission de gaz à effet de serre sont consultables sur un site dédié publié par Météo-France en novembre 2022.

## Urbanisme

### Typologie
Au 1er janvier 2024, Saint-Germain-le-Gaillard est catégorisée commune rurale à habitat dispersé, selon la nouvelle grille communale de densité à sept niveaux définie par l'Insee en 2022.
Elle est située hors unité urbaine.
Par ailleurs la commune fait partie de l'aire d'attraction de Cherbourg-en-Cotentin, dont elle est une commune de la couronne,. Cette aire, qui regroupe 77 communes, est catégorisée dans les aires de 50 000 à moins de 200 000 habitants,.

### Occupation des sols
L'occupation des sols de la commune, telle qu'elle ressort de la base de données européenne d’occupation biophysique des sols Corine Land Cover (CLC), est marquée par l'importance des territoires agricoles (93,1 % en 2018), en diminution par rapport à 1990 (95 %).
La répartition détaillée en 2018 est la suivante : prairies (46,1 %), terres arables (32,8 %), zones agricoles hétérogènes (14,2 %), forêts (5 %), zones urbanisées (1,9 %).

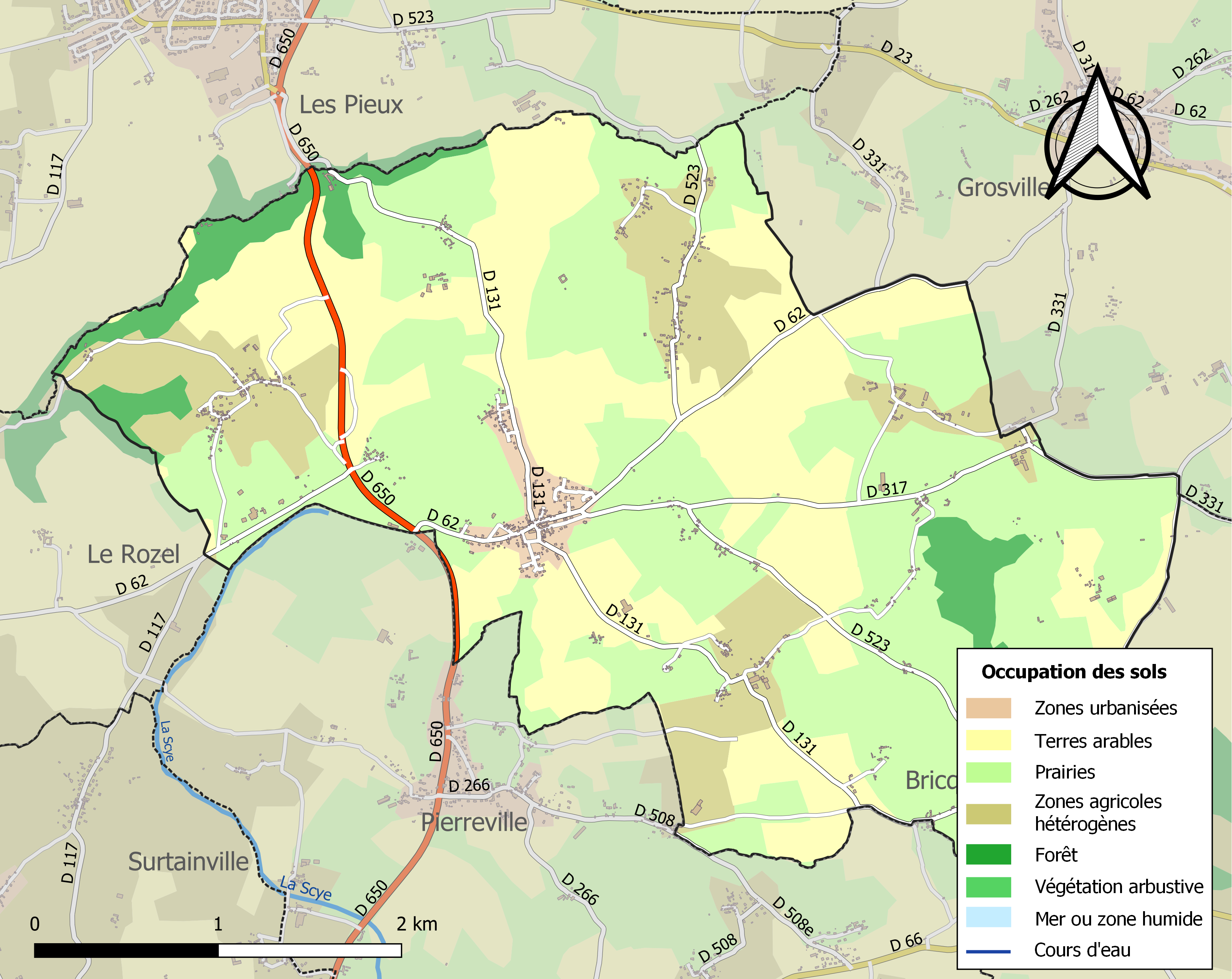
Carte des infrastructures et de l'occupation des sols de la commune en 2018 (CLC).

L'évolution de l’occupation des sols de la commune et de ses infrastructures peut être observée sur les différentes représentations cartographiques du territoire : la carte de Cassini (XVIIIe siècle), la carte d'état-major (1820-1866) et les cartes ou photos aériennes de l'IGN pour la période actuelle (1950 à aujourd'hui).

### Habitat et logement
En 2018, le nombre total de logements dans la commune était de 435, alors qu'il était de 404 en 2013 et de 376 en 2008.
Parmi ces logements, 75,4 % étaient des résidences principales, 15,5 % des résidences secondaires et 9,1 % des logements vacants. Ces logements étaient pour 92,2 % d'entre eux des maisons individuelles et pour 0,2 % des appartements.
Le tableau ci-dessous présente la typologie des logements à Saint-Germain-le-Gaillard en 2018 en comparaison avec celle de la Manche et de la France entière. Une caractéristique marquante du parc de logements est ainsi une proportion de résidences secondaires et logements occasionnels (15,5 %) supérieure à celle du département (15 %) et à celle de la France entière (9,7 %). Concernant le statut d'occupation de ces logements, 82,2 % des habitants de la commune sont propriétaires de leur logement (76,9 % en 2013), contre 63,5 % pour la Manche et 57,5 pour la France entière.
| Typologie                                               | Saint-Germain-le-Gaillard | Manche | France entière |
| ------------------------------------------------------- | ------------------------- | ------ | -------------- |
| Résidences principales (en %)                           | 75,4                      | 76,7   | 82,1           |
| Résidences secondaires et logements occasionnels (en %) | 15,5                      | 15     | 9,7            |
| Logements vacants (en %)                                | 9,1                       | 8,4    | 8,2            |

## Toponymie
Jusqu’au XIIe siècle, Saint-Germain-le-Gaillard porte le nom de Olleville (ou Ouslevilla, ou Oullevilla), Sanctus Germanus Le Gaillard.
La paroisse et son église sont dédiées à l'un des trois saint Germain vénérés en Normandie : Germain le Scot.
Le Gaillard qualifie le village de « puissant et élevé », ou d'un nom de famille (Gaillard).
Homonymie avec Saint-Germain-le-Gaillard (Eure-et-Loir).

## Histoire

### Moyen Âge
Dans la première moitié du XIIe siècle, la paroisse relevait de l'honneur de Saint-Sauveur, et au début du XIIIe siècle, comme relaté dans les Scripta de feodis, elle avait basculé dans l'honneur de Bricquebec.
 (avril 2015).
En 1176, Geoffroy Malvesin et Guillaume d’Ousleville offrirent, avec l'accord de leur suzerain Geffroy Lestablier, le patronage de l'église d’Ousleville à l'abbaye de Blanchelande (fondée en 1154, près de La Haye-du-Puits).
En 1213, Adam de Langelot donne le village à l'abbaye de Blanchelande qui y établit un prieuré dédié à sainte Marguerite.
En 1292, on cite la paroisse de Saint-Germain d'Ousleville, ou aussi Saint-Germain de Gallard. D'autre part, le livre blanc de l’évêché de Coutances rédigé entre 1325 et 1340 confirme que « l'abbé de Blanchelande est le patron de l'église de Gallart… Le curé de Rozel verse chaque année, au curé de Gallart, dix sols pour les offrandes de ses paroissiens, lors de la fête Saint-Paul… Dans la paroisse de Gallart est une chapelle nouvellement fondée dans le manoir de Bunehout appartenant à Amaury de Chiffrevast ». Les différents noms (Osleville, Gallart, Saint-Germain) furent utilisés simultanément jusque vers le début du XVIIIe siècle. Peu à peu, le nom de Saint-Germain-de-Gallart se transforma en Saint-Germain-le-Gaillard, qui s'imposa comme nom de la commune.

### Temps modernes
En 1567, René Le Sauvage, écuyer, sieur de Pierreville, de Bunehou et Saint-Marcouf à Pierreville, est taxé pour ces fiefs de 40 livres dans le rôle des nobles et roturiers, au titre du ban et de l'arrière ban de la vicomté de Coutances, réalisé par Gilles Dancel, seigneur d'Audouville, lieutenant général du bailli de Cotentin, tenu à Coutances les 20-22 octobre. Le fief de Bunehou à Saint-Germain-le-Gaillard, valant un huitième de fief de haubert, était tenu du fief d'Olonde.
À la charnière des XVIIe et XVIIIe siècles, Georges-Robert-Louis de Hennot, fils de Louis de Hennot et de Catherine du Chemin, est seigneur et patron du Rosel et de Saint-Germain-le-Gaillard en partie. Le 1er juillet 1704, il épousa Germaine Pitteboult, fille de Charles-Robert Pitteboult et de Renée Le Cygne de Ponthierry.

## Politique et administration

### Rattachements administratifs et électoraux

#### Rattachements administratifs
La commune se trouve depuis 1811 dans l'arrondissement de Cherbourg du département de la Manche.
Elle faisait partie depuis 1801 du canton des Pieux. Dans le cadre du redécoupage cantonal de 2014 en France, cette circonscription administrative territoriale a disparu, et le canton n'est plus qu'une circonscription électorale.

#### Rattachements électoraux
Pour les élections départementales, la commune fait partie depuis 2014 du canton des Pieux
Pour l'élection des députés, elle fait partie de la troisième circonscription de la Manche.

### Intercommunalité
Saint-Germain-le-Gaillard était membre de la petite communauté de communes des Pieux, un établissement public de coopération intercommunale (EPCI) à fiscalité propre créé en 2002 et auquel la commune avait transféré un certain nombre de ses compétences, dans les conditions déterminées par le code général des collectivités territoriales.
Dans le cadre des dispositions de la loi portant nouvelle organisation territoriale de la République du 7 août 2015, qui prévoit que les établissements publics de coopération intercommunale (EPCI) à fiscalité propre doivent avoir un minimum de 15 000 habitants, cette intercommunalité a fusionné avec ses voisines pour former, le 1er janvier 2017, la communauté d'agglomération du Cotentin dont est désormais membre la commune.

### Liste des maires
| Période                                  | Période    | Identité            | Étiquette | Qualité           |
| ---------------------------------------- | ---------- | ------------------- | --------- | ----------------- |
| Les données manquantes sont à compléter. |            |                     |           |                   |
| 1936                                     | 1947       | Louis Feuardent     |           |                   |
| 1947                                     | 1959       | Dominique Cosnefroy |           |                   |
| 1959                                     | 1989       | Louis Feuardent     |           |                   |
| 1989                                     | 2008       | René Eustache       |           |                   |
| 2008                                     | déc. 2021, | Johan Deniaux       | SE        | Conducteur de bus |
| mars 2022                                | En cours   | Philippe Soinard    | SE        | Gendarme          |

## Démographie
L'évolution du nombre d'habitants est connue à travers les recensements de la population effectués dans la commune depuis 1793. Pour les communes de moins de 10 000 habitants, une enquête de recensement portant sur toute la population est réalisée tous les cinq ans, les populations de référence des années intermédiaires étant quant à elles estimées par interpolation ou extrapolation. Pour la commune, le premier recensement exhaustif entrant dans le cadre du nouveau dispositif a été réalisé en 2006.

En 2022, la commune comptait 795 habitants, en évolution de +7,14 % par rapport à 2016 (Manche : −0,31 %, France hors Mayotte : +2,11 %).
| 1793  | 1800 | 1806  | 1821  | 1831  | 1836  | 1841  | 1846  | 1851 |
| ----- | ---- | ----- | ----- | ----- | ----- | ----- | ----- | ---- |
| 1 021 | 820  | 1 078 | 1 128 | 1 103 | 1 080 | 1 003 | 1 002 | 972  |

| 1856 | 1861 | 1866 | 1872 | 1876 | 1881 | 1886 | 1891 | 1896 |
| ---- | ---- | ---- | ---- | ---- | ---- | ---- | ---- | ---- |
| 904  | 893  | 840  | 758  | 787  | 767  | 752  | 702  | 656  |

| 1901 | 1906 | 1911 | 1921 | 1926 | 1931 | 1936 | 1946 | 1954 |
| ---- | ---- | ---- | ---- | ---- | ---- | ---- | ---- | ---- |
| 635  | 661  | 668  | 592  | 581  | 611  | 616  | 653  | 627  |

| 1962 | 1968 | 1975 | 1982 | 1990 | 1999 | 2006 | 2011 | 2016 |
| ---- | ---- | ---- | ---- | ---- | ---- | ---- | ---- | ---- |
| 577  | 523  | 462  | 475  | 611  | 624  | 646  | 714  | 742  |

| 2021 | 2022 | - | - | - | - | - | - | - |
| ---- | ---- | - | - | - | - | - | - | - |
| 782  | 795  | - | - | - | - | - | - | - |

## Culture locale et patrimoine

### Lieux et monuments
(avril 2015).

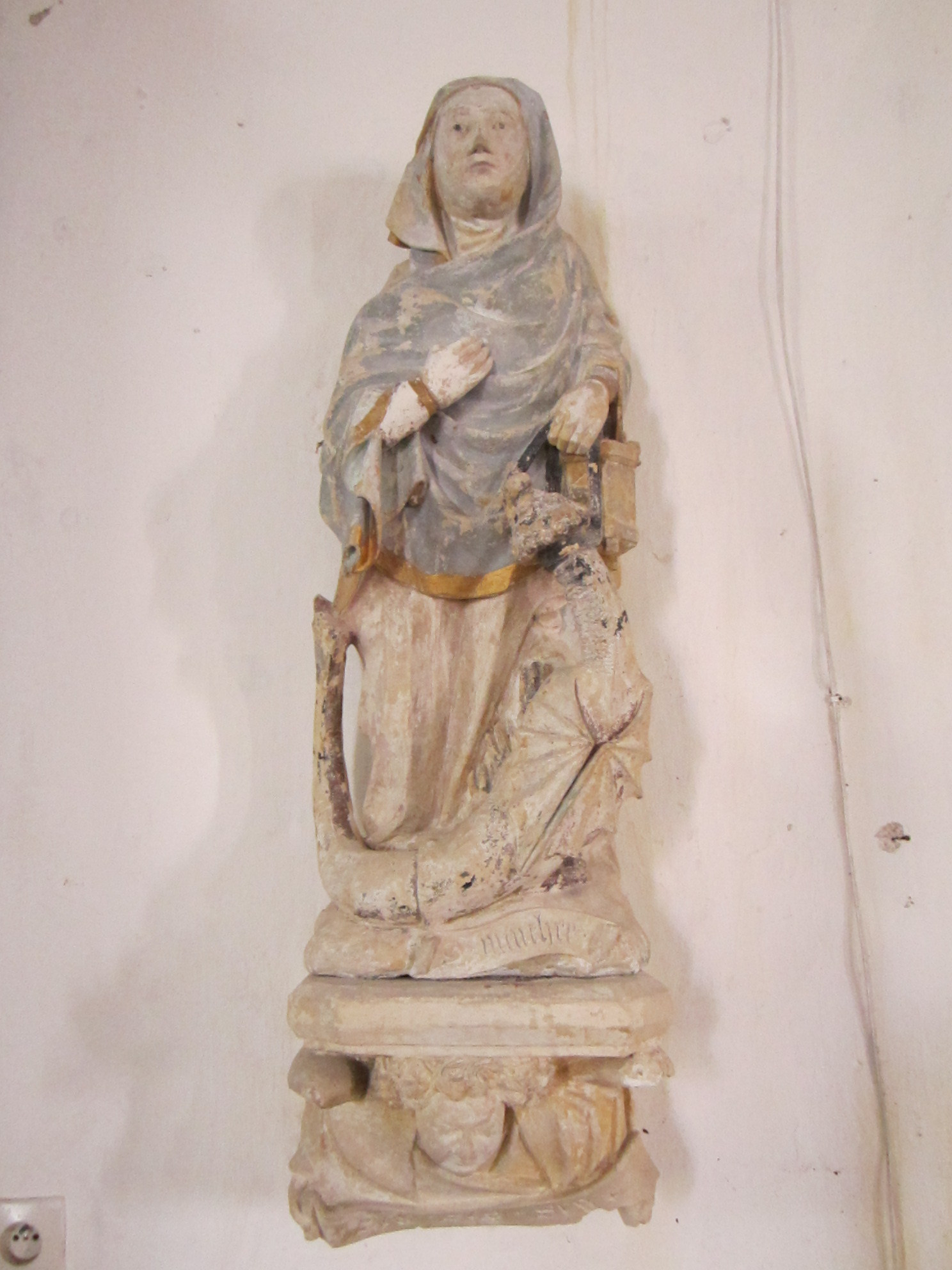
Statue de sainte Marthe et la tarasque.

- Église Saint-Germain des XVIe – XVIIe siècles

L'église Saint-Germain, aujourd'hui rattachée à la nouvelle paroisse Notre-Dame du doyenné de Cherbourg-Hague est classée au titre des monuments historiques par arrêté du 1er août 1966. Elle se compose d'une nef surmontée de la tour, d'un transept et d'un grand bas-côté, d'un avant-porche en pierre. Le clocher est coiffé d'un toit en bâtière.
Les parties les plus anciennes sont les piliers à chapiteaux de style roman, supportant le clocher du XIIe siècle. Côté nord, les arcades en tiers-point reposant sur de grosses colonnes cylindriques ouvrent sur un bas-côté. Cette partie pourrait être classée dans le style gothique primitif du XIIIe siècle. Côté sud, la nef est éclairée par quatre fenêtres en arc brisé. Le chœur et la chapelle nord pourraient dater du XVe siècle. Les larges fenêtres du bas-côté en anse de panier ont été réalisées vers 1760 lorsqu’on a doublé la largeur du bas-côté.
L'église renferme plusieurs inscriptions lapidaires, dont on dit que certaines viendraient de la chapelle du prieuré Sainte-Marguerite. Parmi ces inscriptions :
- une au nom de Richard de la Rue, inhumé le 19 septembre, mais sans inscription de l'année ;
- une au nom d'Anne Le Prévost, datée du 5 décembre 1595, qui présente un intéressant exemple de tracé et d'abréviations ;
- une en français et écriture gothique du XVIe siècle, qui présente une rose gravée en relief. Ce motif de rose est également répété deux fois dans le texte, ainsi qu'un carré étoilé ;
- une au nom de Barthole Desplains, prêtre, décédé le 27 juillet 1614 dont l'épitaphe est particulièrement élogieuse « …prêtre qui méritoit tenir un evesche… ».

L’église abrite de nombreuses statues remarquables : celle de saint François d'Assise du XVIe, et dans la chapelle des hommes une Vierge à l'Enfant assise du XIVe, entourée à sa droite par une éducation de la Vierge (sainte Anne avec Marie), et à sa gauche sainte Marthe et la tarasque du XVe, œuvres classées au titre objet aux monuments historiques. Marthe, sœur de Marie-Madeleine et de Lazare, apparaît deux fois dans les Évangiles, servant Jésus dans sa maison, et dans la scène de la résurrection de Lazare. La légende provençale dit que Marthe est venue à Marseille, a évangélisé la Provence et débarrassé Tarascon d’un dragon fluvial appelé la tarasque. Elle le ramena à Arles, en laisse, et il y fut tué. La statue de saint Germain porte la mention « S. Marthre » (pour sainte Marthe), et date de la seconde moitié du XVe siècle. On remarque au bras gauche un seau pentagonal petits pieds dans lequel est un goupillon. La main droite portait peut-être une croix. Le dragon, au nez retroussé, est étranglé par sa laisse, et a les poils de la tête ébouriffés. Il est muni de quatre pattes griffues, d’une paire d’ailes, et d’une queue de poisson. Les deux statues : éducation de la Vierge et sainte Marthe et la Tarasque, repose sur deux consoles représentant une tête d’ange aux cheveux frisés, avec des phylactères indiquant « S[an]c[tu]s S[an]c[tu]s S[an]c[tu]s » et « Gloria i[n] excelsis Deo ».
L'édifice abrite également un bénitier du XVIe, des fonts baptismaux du XIIIe, une statue de saint Germain du XVIe dans une niche au-dessus du portail d'entrée et un tableau représentant saint Sébastien du XIXe.
Dans cette église est célébré saint Germain le Scot, bien connu dans cette région. Celui-ci, également dénommé saint Germain à la Rouelle ou saint Germain de la Mer, arriva dans la région à Diélette, au pied du mont Saint-Gilles. Il vaincut le Dragon qui vivait dans les falaises de Flamanville, dans le trou Baligan, et propagea le christianisme dans tout le Cotentin. Il est honoré à Flamanville, à la chapelle de Querqueville, à celle en ruine de Carteret, etc.

L'église Saint-Germain
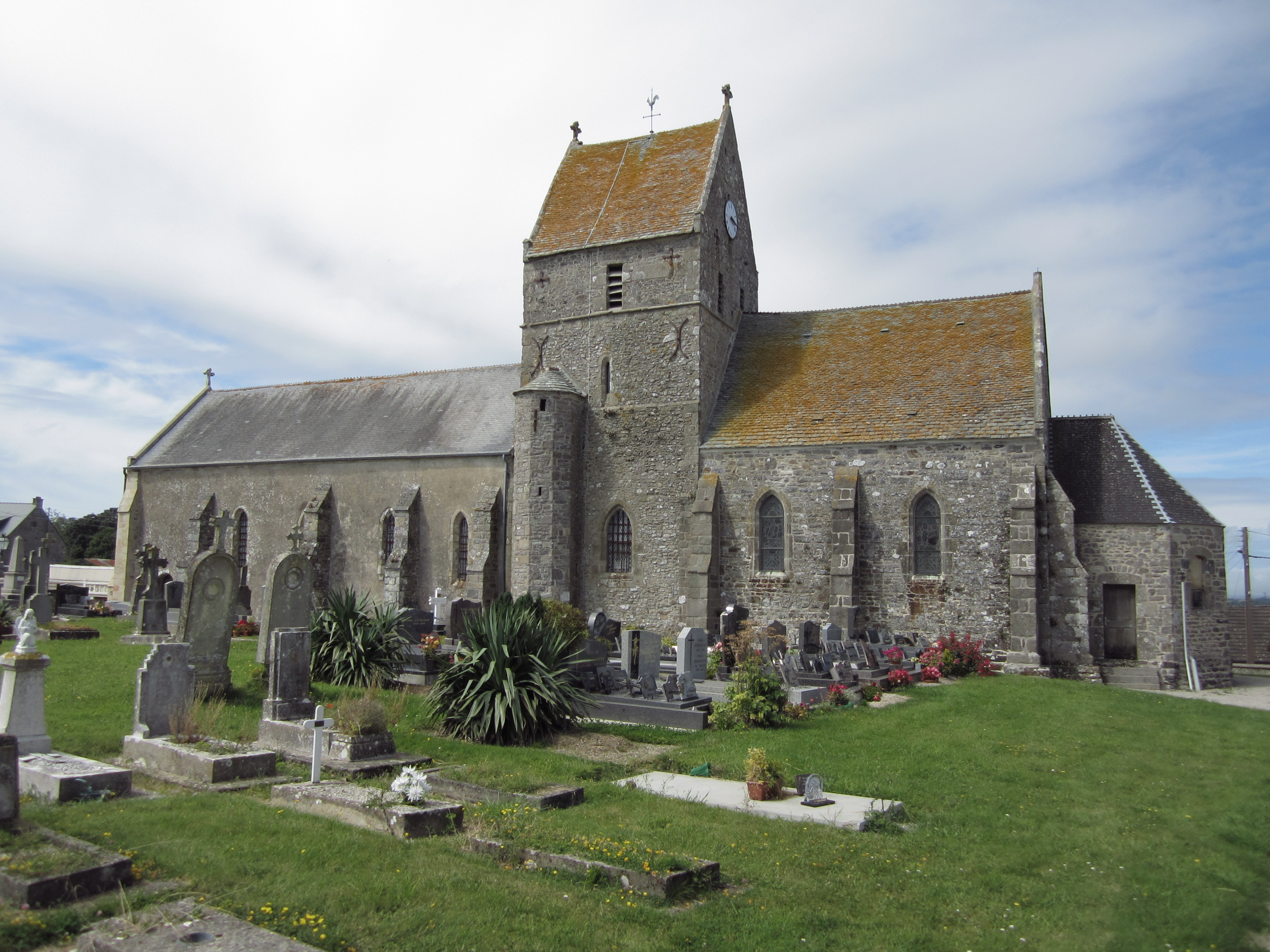
L'église Saint-Germain.
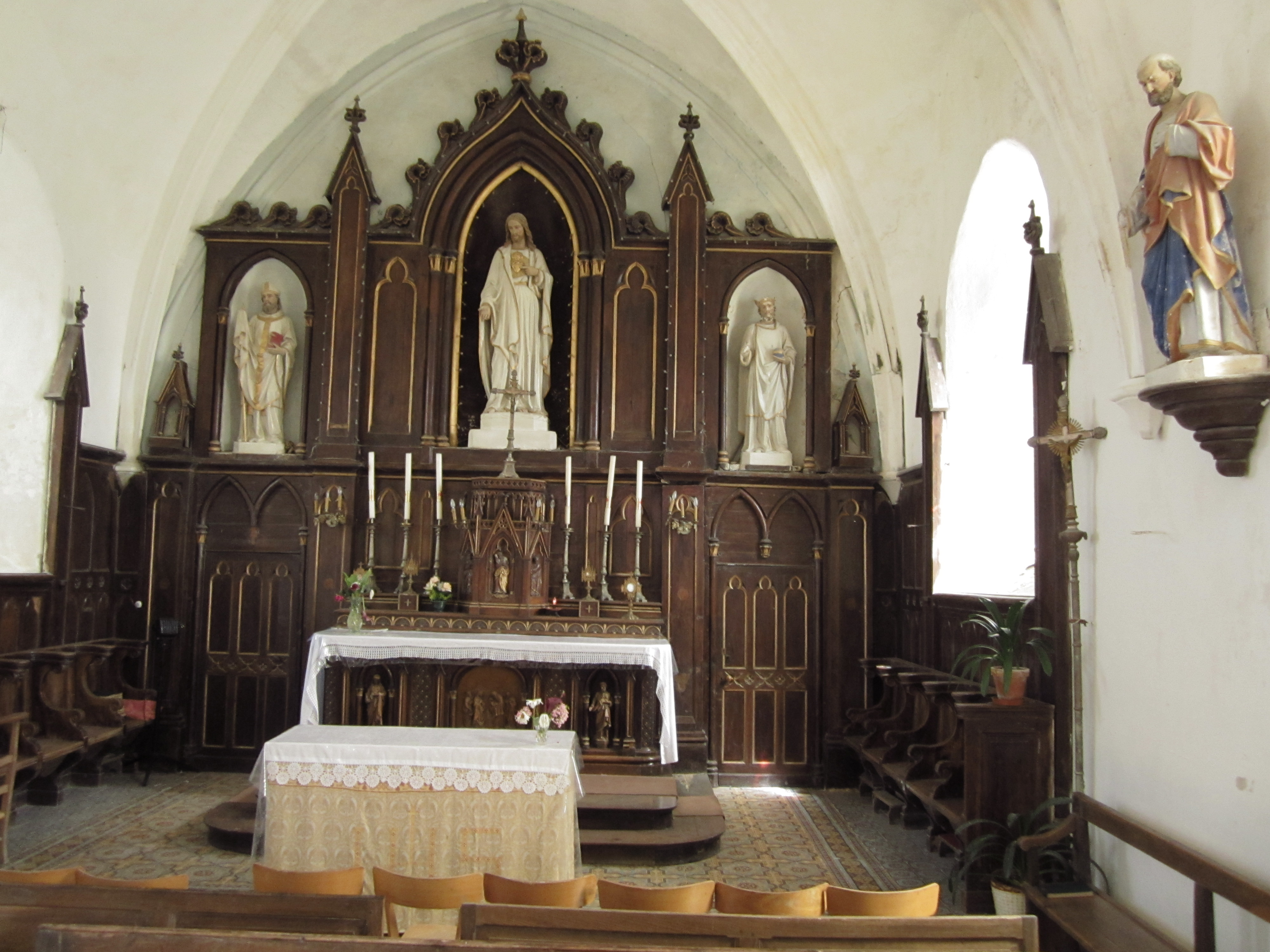
Le maître-autel et son retable.
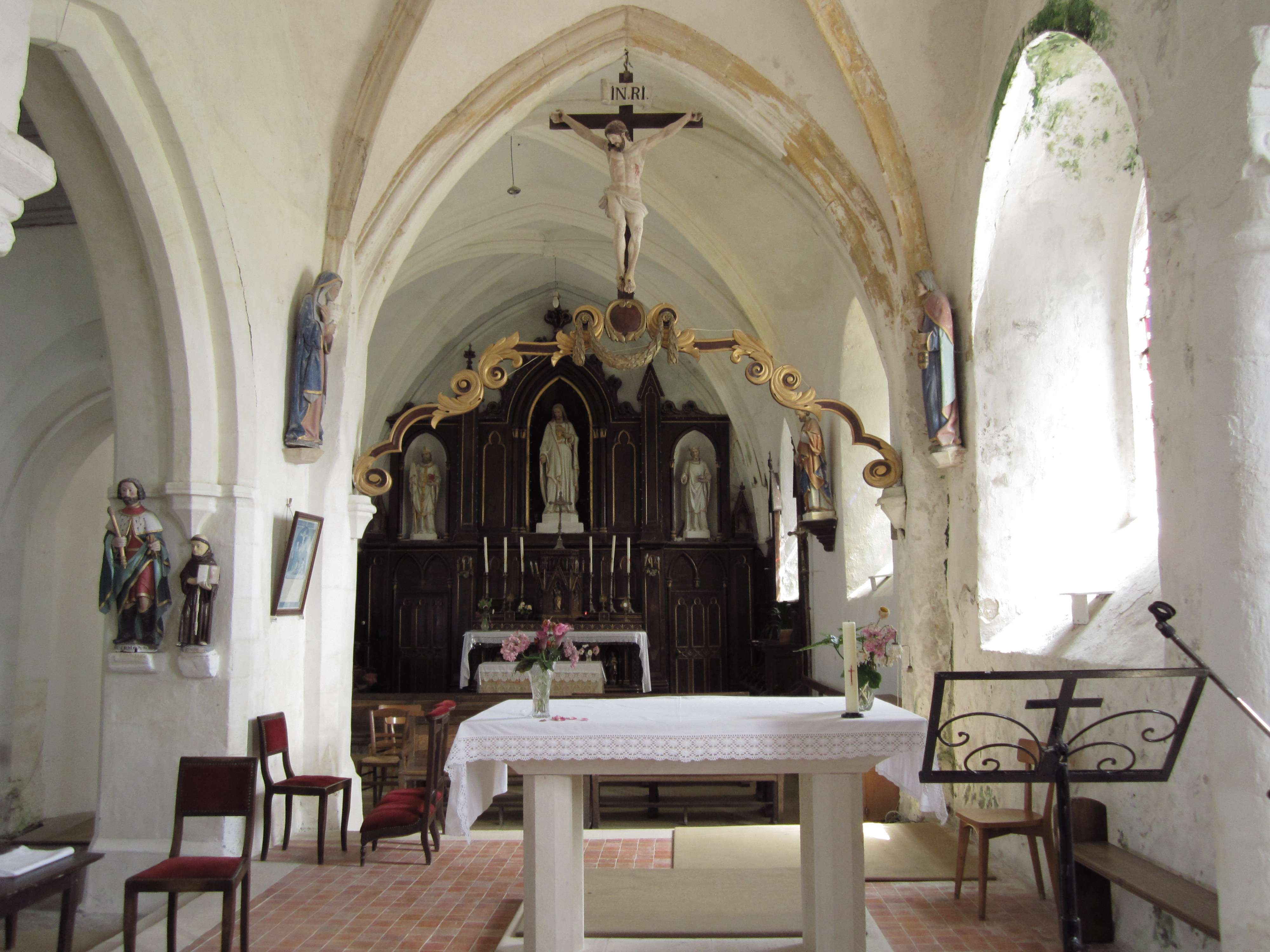
Le chœur et sa poutre de gloire.
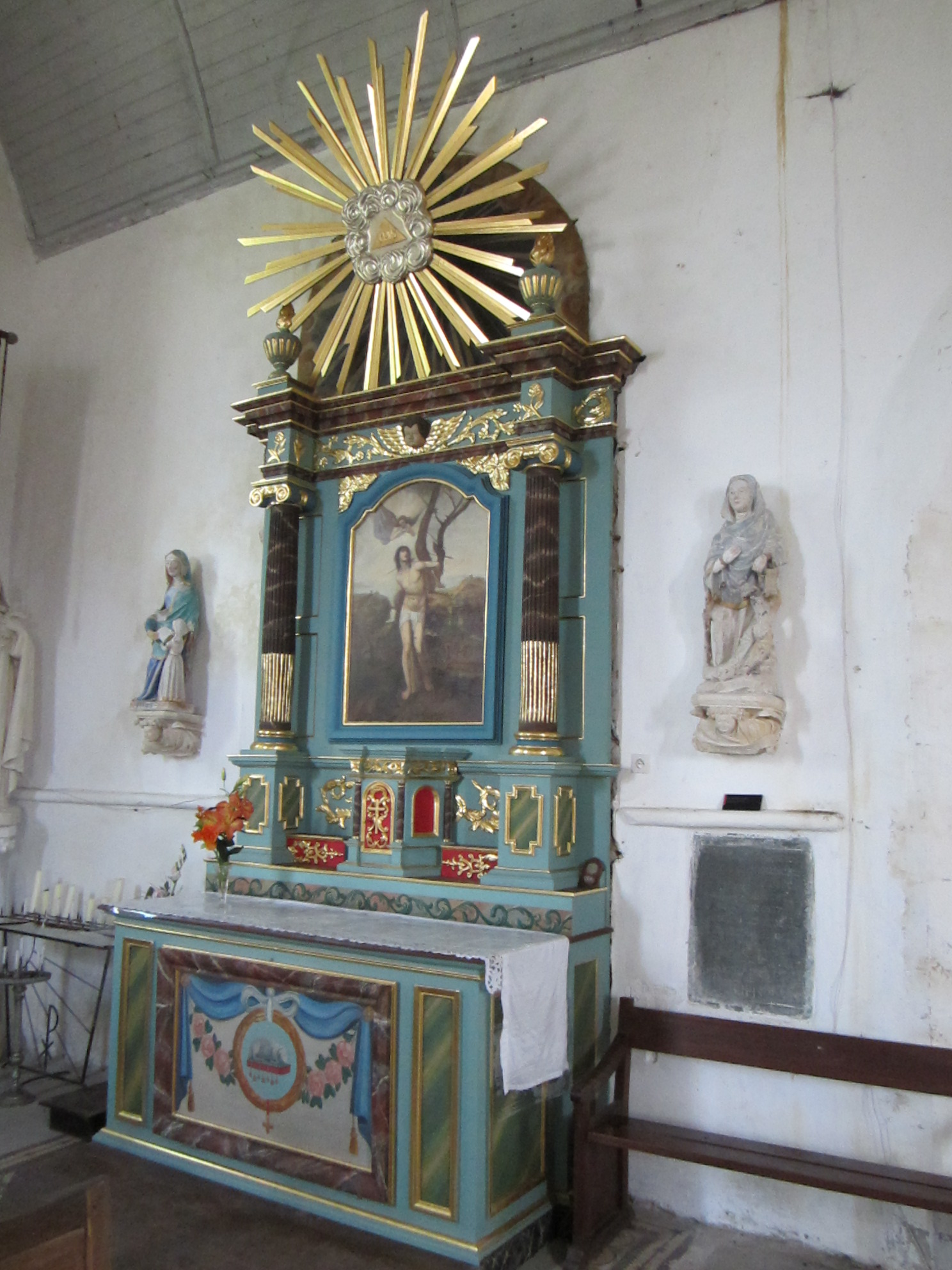
Autel de la chapelle latérale de l'église.
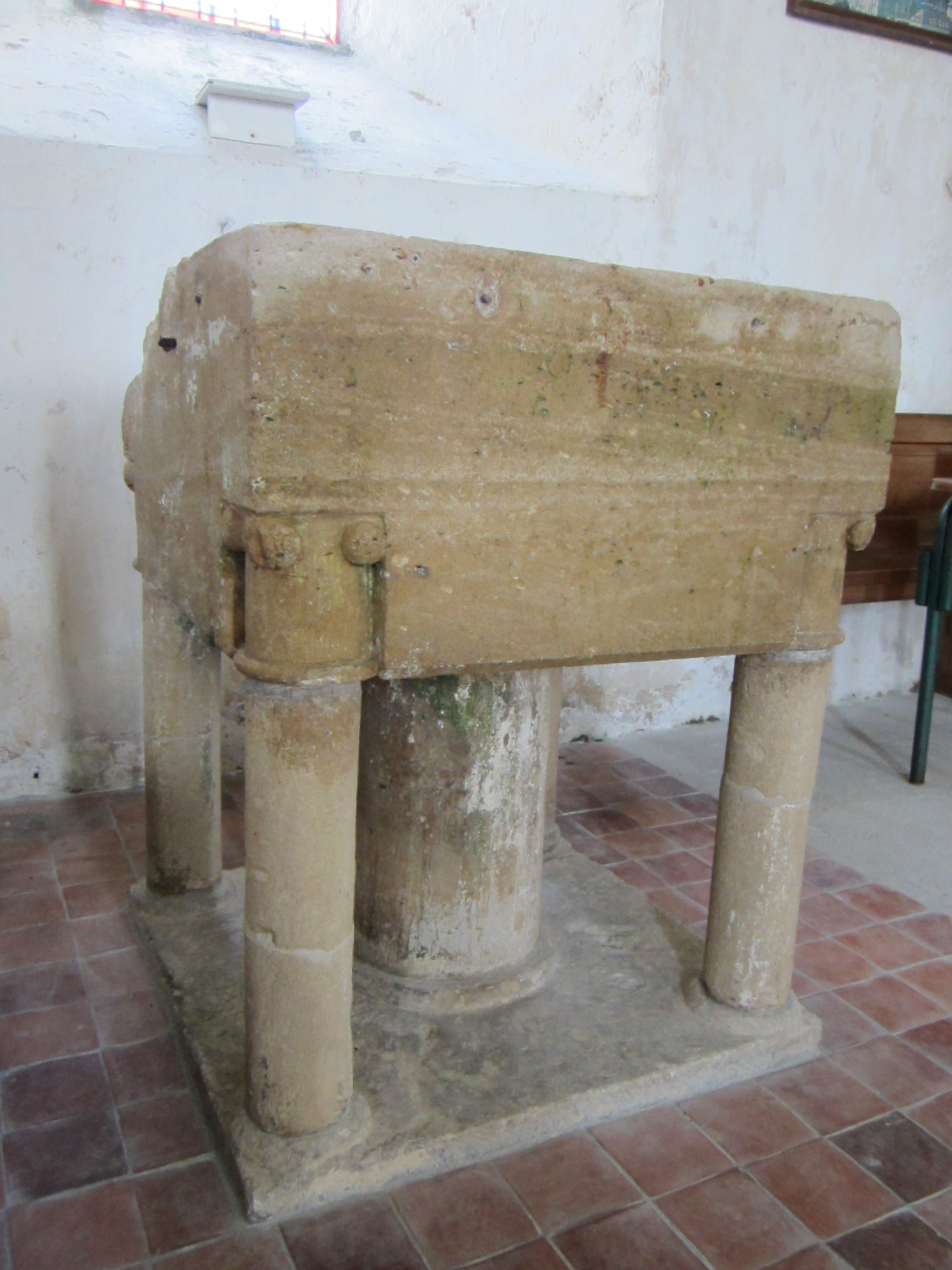
Les fonts baptismaux.

- Ancienne grange aux dîmes du XVIIe siècle : bâtiment anciennement occupé par l’épicerie, c’était l’endroit où le curé entreposait sa part des récoltes.
- Prieuré Sainte-Marguerite de Monacqueville (1200-1712) 49° 29′ 55″ N, 1° 46′ 52″ O.

Ce prieuré est connu depuis l'an 1204 : en effet, Robert Malvesin, après leur avoir donné le patronage de l'église de Saint-Germain, donna aussi la terre qu'il tenait dans cette paroisse, la vavassorie de Monacqueville, aux religieux de Blanchelande, avec obligation pour l'abbaye d’y tenir un prieuré. Il fut donc construit une chapelle, avec un cimetière. La présence des moines sur ce lieu dura jusqu’en 1712. Le domaine n'eut ensuite qu’une activité agricole. En 1788, il est loué pour une somme de 2 050 livres par an. L'ensemble se composait de 28 hectares, avec maison d'habitation, bâtiment d’exploitation, une grange, la chapelle alors abandonnée, un jardin d'une demi vergée, un étang de deux vergées, volière, 22 pièces de labour, prairie et landage, ainsi que d’un droit de huit cordes de bois à prendre dans la forêt de Bricquebec. À la Révolution, déclaré bien national, il est vendu le 23 novembre 1791 pour la somme de 42 000 livres.
- Manoir du But des XVIe – XVIIe siècles.

L’existence du manoir du But est attestée depuis le XIVe siècle, mais les bâtiments actuels sont postérieurs au XVIe siècle. Le manoir forme un ¾ de cercle ouvert sur une cour intérieure. Il est situé à flanc de colline, le long de la rivière du But. Le manoir et son moulin à farine sont classés aux monuments historiques depuis octobre 1983. Le classement précise que le moulin seigneurial était considéré en 1837 comme d'existence immémoriale. Il appartient au Dr Lefeuvre.
- Manoir de Bunehou des XIVe – XVIIe siècles.

Ce domaine, inscrit avec le moulin au titre des monuments historiques en 1983, appartenait d’abord à la famille de Lanquetot, puis aux Chiffrevast de Tamerville. Dans ce manoir eut lieu l'un des épisodes de la guerre de Cent Ans, opposant le seigneur de bunehou, Nicolas de Chiffrevast, capitaine du château de Cherbourg, qui était favorable au roi de France, et son suzerain le baron Geoffroy d'Harcourt, seigneur de Saint-Sauveur-le-Vicomte, favorable au roi d’Angleterre. En effet, Geoffroy d'Harcourt reprocha à Chiffrevast d’avoir tué une biche apprivoisée lui appartenant. Il réunit donc 500 hommes, dont Jean de La Haye, seigneur du Rozel, et se présenta le 2 mars 1354 devant le manoir de Chiffrevast, à Tamerville, et fit afficher devant la porte un cartel de défi. Le lendemain, il attaqua le manoir, et le saccagea. Puis, il se dirigea vers le manoir de Bunehout, autre propriété de Nicolas de Chiffrevast. Il attaqua là aussi le manoir, et l’incendia. La mère de Chiffrevast en mourut de peur. Traduit en justice, Harcourt fut condamné à verser 30 000 livres d’amende, et à renoncer à ses droits seigneuriaux sur Bunehou. Le manoir appartient actuellement à la famille Le Vallois.
- Manoir de Brénoville avec une porte de style rustique inspirée de l'art de l'architecte Serlio postérieure de quelques années aux portes du manoir de Graffard[39].
- Moulin à eau de Bunehou ou de Burnechon du XVIIe siècle 49° 28′ 48″ N, 1° 46′ 15″ O.

Ce moulin, inscrit avec le manoir au titre des monuments historiques en 1983, est situé sur la Scye. Situé non lion du manoir de Bunehou, on peut penser que c’était le moulin seigneurial. C’est un moulin à eau. Il figurait déjà sur une carte du diocèse de 1689, et figurait aussi sur la carte de Cassini (1750-1760). Il a été en activité jusqu’en 1963. Il possède un bief, et un système peu fréquent de production d’électricité à courant continu, par génératrice et batteries. Il était aussi équipé d’une batteuse entraînée par la force hydraulique, qui a disparu. Ce moulin fait l’objet aujourd’hui d’une association « Les Amis du moulin de Bunehou ». Le bienheureux Thomas Hélye aurait sauvé le petit Raoul Hébert (quatre ans) tombé dans le bief.

#### Autres lieux et monuments
- Croix de chemin dites de la Prévôterie du XVIIe siècle, des Prés du XVIIIe siècle et de la Pierre du XVIIe siècle.
- Croix de cimetière  du XVIIIe siècle et calvaires de la Lichette (1825) et de la Mission (1874).

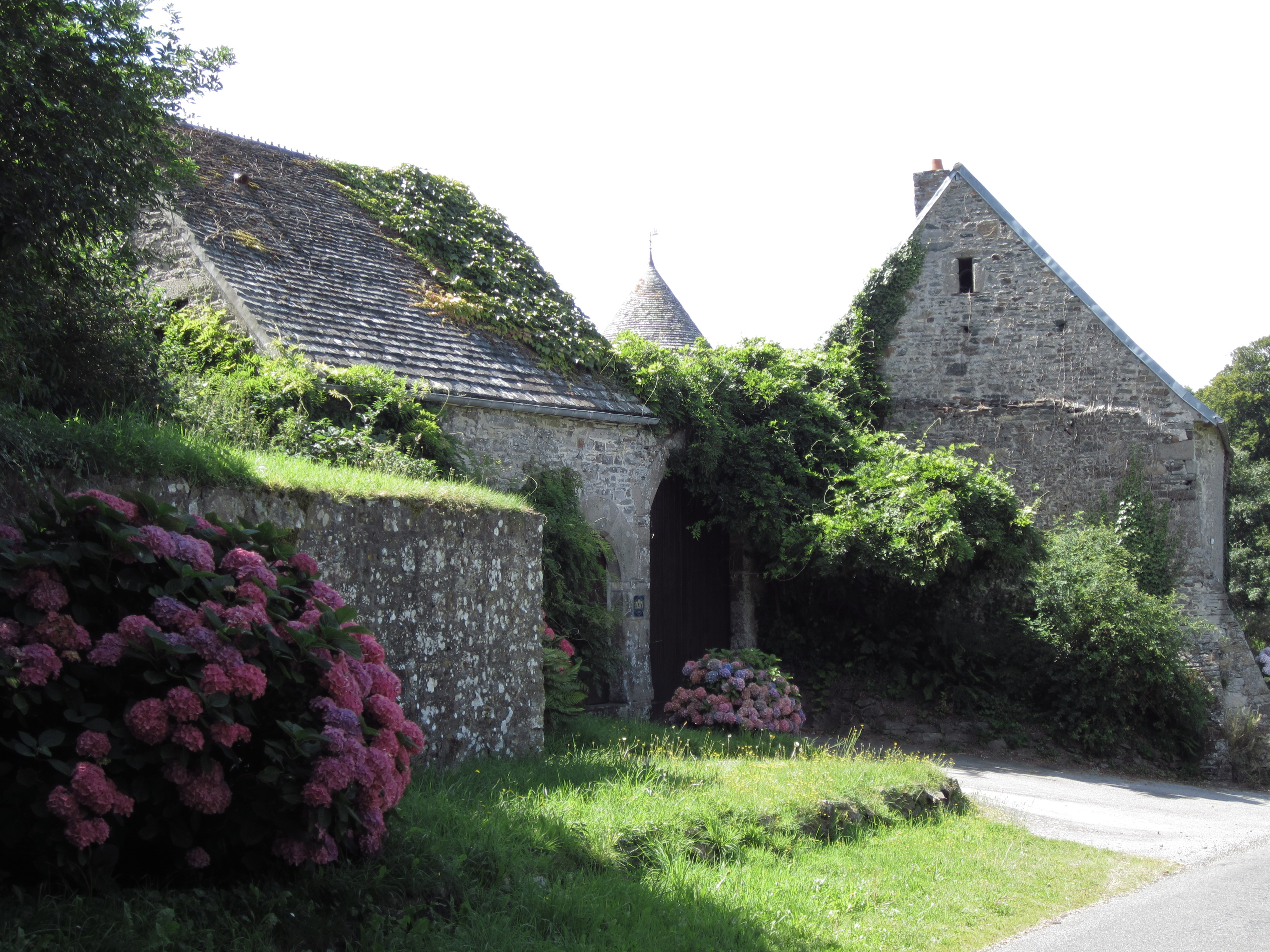
Manoir du But.
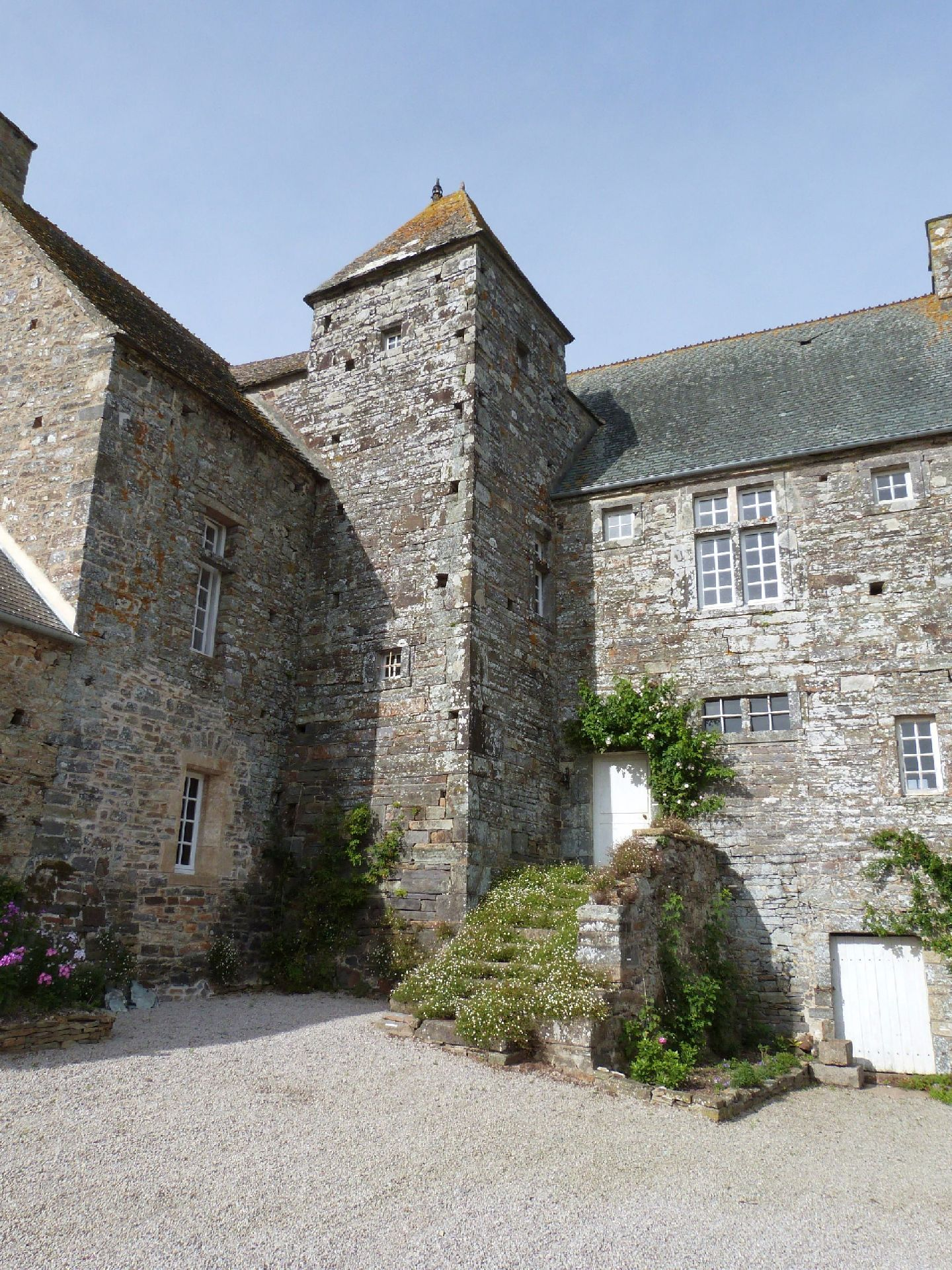
La tour du manoir de Bunehout.

### Personnalités liées à la commune
- Thomas Hélye, prêtre né à Biville à la fin du XIIe siècle, et décédé le 19 octobre 1257 au château de Vauville, fut béatifié le 14 juillet 1859 par Pie IX, en raison de sa foi et de sa vie pieuse. Très vénéré dans le Cotentin, on lui a accordé 66 miracles opérés après sa mort. Le 31e eut pour cadre le moulin de Buhehou à Saint-Germain-le-Gaillard : « Raoul, fils de Raoul Hébert, à l’âge de quatre ans, tomba dans le bief du moulin de Bunehou (Burnechon) qui était alors en marche, à Saint-Germain-le-Gaillard. Et il y resta si longtemps qu’il n’y avait aucun doute qu’il ne fût mort. Quand son corps, retiré de là avec bien de la peine, fût déposé, inanimé, près du moulin, beaucoup de gens accoururent du voisinage pour le voir, et, parmi eux sa mère qui, tout en pleurs, s’écria : « Mes voisins et amis, priez avec moi, à genoux, le Bienheureux Thomas pour qu’il me rende mon enfant ! » Ce qu’ils firent en larmes, avec piété, et en gens compatissants. Et après un assez long temps, alors qu’ils s’apprêtaient à ensevelir le corps, l’enfant respira, ouvrit les yeux et se remit à vivre[41] ».
- François-Germain Le Rouvillois (Saint-Germain-le-Gaillard, 1732 - 1804), député du clergé aux états généraux de 1789.